# Crypsicometa suffusa
Crypsicometa suffusa là một loài bướm đêm trong họ Geometridae.